# Georg Ferdinand Duckwitz
Georg Ferdinand Duckwitz (Bremen, 29 september 1904 - aldaar, 16 februari 1973) was een Duitse diplomaat. Tijdens de Tweede Wereldoorlog was hij gestationeerd in het bezette Denemarken. Hij waarschuwde in 1943 de Denen voor de ophanden zijnde deportatie van de Joodse bevolking. Dankzij die waarschuwing slaagde Deense verzetsgroepen erin om 95 procent van de Joodse bevolking veilig naar Zweden te evacueren.

## Levensloop

### Vroege jaren
Duckwitz werd geboren in oude patricische familie. Zijn grootvader was burgemeester van Bremen. Duckwitz sloot zich in zijn tienerjaren aan bij een zogeheten Vrijkorps. Hij studeerde algemene economie aan de Universiteit van Freiburg. Na zijn studie vond hij werk bij een koffiefabrikant waarvoor hij vanaf 1928 vier jaar in Kopenhagen werkte.

### In dienst van de nazi's
Duckwitz voelde zich aangesproken door de ideeën van Adolf Hitler en werd in 1932 lid van de NSDAP. Hij werkte vanaf 1933 op het buitenlandbureau van de partij onder Alfred Rosenberg. Hij was daar de Scandinaviëkenner. Na de Nacht van de Lange Messen raakte hij langzaamaan vervreemd van de NSDAP, hoewel hij lid bleef. In 1935 verliet hij het buitenlandbureau en ging in New York aan de slag voor een Duitse rederij.

### Redding van de Deense Joden
In september 1939 keerde Duckwitz weer terug in overheidsdienst. Hij vond werk bij het ministerie van Transport. Na de Duitse verovering van Denemarken werd hij als scheepvaartexpert overgeplaatst naar Kopenhagen. Vanaf 1941 viel hij officieel onder het ministerie van Buitenlandse Zaken. Vanaf 1942 werkte hij nauw samen me Werner Best. Via Best kreeg Duckwitz op 11 september 1943 te horen dat de Joodse bevolking van Denemarken op 1 oktober gedeporteerd zou worden.
Duckwitz reisde naar Berlijn om dat te voorkomen. Toen dat niet lukte reisde hij naar Zweden onder het mom van besprekingen over het doorlaten van de Duitse vrachtvaart. In Stockholm had Duckwitz contact met de Zweedse premier Per Albin Hansson en vroeg of deze bereid was om de Deense Joden op te vangen. Hanson stemde daarmee in. Terug in Denemarken nam Duckwitz contact op met de sociaaldemocraat Hans Hedtoft die vervolgens de Joodse gemeenschap waarschuwde. In samenwerking met verschillende Deense verzetsgroepen werden in een nacht zevenduizend-en-tweehonderd Deense Joden en zevenhonderd niet-Joodse verwanten over zee naar Zweden overgebracht.

### Betrokkenheid bij het Duitse verzet
Via Paul Kanstein, de plaatsvervangend gezant in Kopenhagen, stond Duckwitz in contact met een groep rondom de mannen die achter de mislukte aanslag op Adolf Hitler van 20 juli 1944 zaten, onder wie Ulrich von Hassell en Fritz-Dietlof von der Schulenburg. Duckwitz was in beeld als nieuwe gezant van het bezettingsregime in Noorwegen en Denemarken in het geval de staatsgreep succesvol was.

### Naoorlogse jaren
Duckwitz bleef na afloop van de Tweede Wereldoorlog in Denemarken dat hij intussen als zijn tweede thuis beschouwde. Hij was eerst vertegenwoordiger van de West-Duitse Kamer van Koophandel. Na de vorming van een nieuw ministerie van Buitenlandse Zaken werd hij hoofd van de economische afdeling op de Duitse ambassade in Kopenhagen. In 1953 werd Duckwitz benoemd tot consul in Finland om twee jaar later terug te keren naar Denemarken waar hij drie jaar diende als West-Duits ambassadeur. Later vervulde hij diezelfde functie in India.
Minister van Buitenlandse Zaken Willy Brandt vroeg Duckwitz in oktober 1967 als zijn staatssecretaris. Duckwitz was net een jaar met pensioen, maar stemde in met het verzoek. Hij stond aan het hoofd van de West-Duitse delegatie die de onderhandelingen voerde over het Verdrag van Warschau, waarin voorlopige afspraken werden gemaakt over de erkenning van de Oder-Neissegrens. Daarmee deed West-Duitsland afstand van de aanspraak op een groot gebied dat vroeger tot Duitsland had behoord. In 1970 ging Duckwitz voor de tweede maal met pensioen. In maart 1971 ontving hij van het Israëlische holocaustcentrum Yad Vashem de eretitel Rechtvaardige onder de Volkeren.